# Матьё, Морис
Дави-Морис-Жозеф Матьё де Сен-Морис де Ля Редорт (фр. David-Maurice-Joseph Mathieu de Saint-Maurice de La Redorte; 1768—1833) — французский военный деятель, дивизионный генерал (1799 год), граф (1810 год), пэр (1819 год), участник революционных и наполеоновских войн. Имя генерала выбито на Триумфальной арке в Париже.

## Биография

### Происхождение и начало военной службы
Выходец из буржуазно-протестантской семьи. Сын Жозефа Матьё (фр. Joseph Mathieu; 1726—), доктора медицины и его супруги Жанны де Барро де Мюратель (фр. Jeanne de Barreau de Muratel; 1742—1827).
1 апреля 1783 года в возрасте 15 лет начал военную службу кадетом в швейцарском полку Мёрона. В том же году направлен на мыс Доброй Надежды, а затем в Индию. 3 октября 1786 года переведён во французский Люксембургский легион, где 30 декабря 1786 года был произведён в младшие лейтенанты. В 1789 году возвратился во Францию. 12 июля 1789 года легион был распущен.

### Революционные войны
В 1789 году вступил майором в национальную гвардию, а также в Общество друзей конституции в Сент-Африке. С 28 октября по 30 декабря 1791 года был президентом этого Общества, затем секретарём, и с 8 марта 1792 года снова президентом. 25 июня 1792 года определён в 1-й драгунский полк, где полковником служил его дядя. Сражался в рядах Рейнской армии. 1 августа 1792 года получил звание капитана Центрального легиона. 5 августа 1792 года отличился в бою при Арнхейме под Ландау. 8 августа 1792 года его дядя стал генералом, и Морис выполнял функции его адъютанта. После вторжения пруссаков в Шампань определён в Центральную армию и 20 сентября 1792 года отличился в сражении при Вальми. 6 октября 1793 году назначен помощником полковника штаба Шапсаля в Мозельской армии. С 12 ноября 1793 года по 14 декабря 1794 года был адъютантом Шапсаля, ставшего генералом. 28 июня 1794 года переведён в Самбро-Маасскую армию.
13 июня 1795 года произведён в полковники штаба и зачислен в состав Внутренней армии. 8 декабря 1795 года назначен в штаб генерала Макдональда в Северной армии в Голландии. Командовал авангардом при блокаде Майнца. В апреле 1797 года вернулся в Самбро-Маасскую армию.
26 апреля 1798 года определён в Итальянскую армию. 11 августа 1798 года возглавил отряд, назначенный для подавления восстания в Террачине. В ходе 8-часового кровопролитного боя против гарнизона, поддерживаемого 15 орудиями, и большого количества крестьян, устраивавших засады в садах и болотах, Морис захватил город. Все, кто был взят с оружием в руках, были преданы мечу. В ходе боя Матьё потерял коня, убитого под ним.

### Бригадный генерал
9 сентября 1798 года награждён Директорией чином бригадного генерала. В ноябре 1798 года возглавил бригаду 1-й дивизии генерала Макдональда Римской армии. В 1798 году французская армия подверглась нападению сильного отряда неаполитанцев, по приказу австрийского генерала Мака. Генералу Матьё была поставлена задача сдержать их. Он преследовал противника у Виньянелло 2 декабря, а 5 декабря захватил Мальяно и лагерь неаполитанской дивизии. Но занятие Отриколи, городка, расположенного за Боргетто, скомпрометировало коммуникации французской армии. Шампионне поручил отбить его Макдональду, который доверил направление главного удара генералу Матьё. Морис оттеснил врага на всех пунктах, проник в Отриколи и взял в плен более 2000 человек. В руки французов попали 8 пушек, 3 знамени, а также весь штаб кавалерийского полка «Принчипесса». Также были взяты Джензона, Чистерна, Пиперно, Просседи и Фрозиноне, а также Чепрано, где вражеский арьергард расположился лагерем на высоте, господствующей над этим городом. На следующий день бригада генерала Матьё захватила мост через Гарильяно, переправилась через реку и вступила на территорию Неаполя, взяв в своих ежедневных маршах довольно большое количество пленных. 9 декабря 1798 года Матьё разбил сперва колонну графа Дамаса при Ла Сторте, а затем у Латеранской базилики вторую колонну из 6000 неаполитанцев, которые хотели прикрыть отступление графа. Эта вторая колонна противника также была разбита, потеряв примерно 2000 человек и 6 пушек. В тот же день генерал вступил в Рим, где пробыл несколько дней, после чего выдвинулся к границе Неаполитанского королевства. Пока генерал находился в Италии, он получил от короля Неаполя Фердинанда IV и папы Римского Пия VI их портреты «в знак их благодарности» за дисциплину, которую он поддерживал во французских войсках во время их пребывания на территории этих государств. 14 января 1799 года Морис отличился при взятии Капуи, где был тяжело ранен в руки осколками пушечного ядра, вследствие чего возвратился во Францию и отправился на лечение на воды Барежа.

### Дивизионный генерал
17 апреля 1799 года получил звание дивизионного генерала. 30 декабря 1799 года возглавил корпус в 3600 штыков в Бресте. 15 февраля 1800 года назначен командующим департамента Финистер и комендантом Бреста. Он пресёк несколько попыток англичан и своей активностью и добрым расположением защитил Брестский порт от любого оскорбления. В это время в порту готовилась экспедиция на Гваделупу, и Матьё должен был войти в её состав. Однако, 31 мая 1800 года Морис был переведён командующим 20-го военного округа в Перигё.
20 ноября 1800 года возглавил дивизию в 3-м резервном корпусе генерала Мюрата в Дижоне. Этот корпус был мобилизован, пересёк Малый Сен-Бернар, вторгся в Пьемонт и направился к Анконе, чтобы организовать осаду. Поражение австрийцев при Поццоло изменило пункт назначения корпуса: он двинулся в Тоскану. 31 января вошёл в Папскую область. 13 февраля 1801 года корпус стал Южной наблюдательной армией. Дивизия Матьё заняла Флоренцию. 12 марта 1801 года Мюрат в письме к Бонапарту очень хвалит действия генералов Матьё, Тарро и Бруссье. 5 апреля 1801 года его дивизия направилась к границе Неаполитанского королевства. 15 апреля Матьё сменил Моннье во главе дивизии в Пескаре. 30 июня 1801 года генерал получил желаемый отпуск, и был заменён во главе дивизии генералом Мийо.
7 июня 1802 года генерал возглавил 11-й военный округ в Бордо.
23 августа 1802 года в Париже женился на Терезе Лежан (фр. Honorine Lazare Thérèse Lejéans; 1782—1806), племяннице Дезире и Жюли Клари. В браке родился единственный сын Морис (фр. Joseph Charles Maurice Mathieu de La Redorte; 1804—1886), ставший политиком.

### Во главе дивизии
29 августа 1803 года получил под своё начало пехотную дивизию в лагере Байонны Армии Берегов Океана. В октябре 1803 года дивизия перебазировалась в лагерь в Бресте. 29 августа 1805 года его дивизия стала частью 7-го армейского корпуса маршала Ожеро Великой Армии. Участвовал в Австрийской кампании 1805 года. 5 сентября дивизия вышла на дорогу на Юненг. В октябре корпус Ожеро, составлявший резерв Великой Армии, находился во Фрайбург-им-Брайсгау. Затем дивизия принимала участие в Форальбергской экспедиции и сражалась в Тироле против австрийского корпуса фельдмаршала Елачича. Миновав Боденское озеро, 13 ноября дивизия вела бои при Линдау, а 14 ноября – при Брегенце. 15 ноября 1805 года окружённый Елачич вынужден был капитулировать в Фельдкирхе: генерал Матьё совместно с генерал-майором Воффскеллем устанавливает условия этой капитуляции. В руки французов попали 4058 человек и 7 знамён. 29 ноября дивизия расположилась в Ульме. В декабре, после подписания перемирия с австрйцами, корпус Ожеро был немедленно направлен в Майнц для защиты Голландии в случае необходимости; он сосредоточился вокруг Гейдельберга . 9 января 1806 года занял окрестности Дармштадта, между Майном и Неккаром.

### На службе Неаполя
12 января 1806 года переведён в Армию Неаполя и 4 апреля 1806 года был определён на службу Неаполитанского королевства. 28 февраля 1808 года сменил генерала Ренье на посту коменданта Калабрии, и отвечал за подготовку экспедиции на Сицилию.

### Пиренейские войны
Передав командование над Калабрией генералу Партуно, Матьё 23 мая 1808 года покинул Неаполь и последовал за королём Жозефом Бонапартом в Испанию. 9 сентября 1808 года сменил генерала Лефевра-Денуэтта во главе 3-й дивизии 3-го корпуса маршала Монсея Армии Испании. 25 октября сражался у Лерины. 8 ноября возглавил 1-ю пехотную дивизию этого же корпуса. 23 ноября отличился в сражении при Туделе.
24 ноября 1808 года возглавил 2-ю пехотную дивизию 6-го корпуса маршала Нея. 29 ноября одержал победу у Бубьерки. В мае 1809 года принял участие в Астурийской экспедиции с корпусом Нея. 13 мая дивизия покинула Луго и заняла позицию после марша в долине Педросо; 14-го – у Навиа-де-Гуарна, где обменялась несколькими выстрелами и взяли нескольких пленных. 16 мая заняла Кангас-де-Тинео. 18 мая дивизия переправилась через Навию и с боем взяла Пенафлор. На следующий день был занят Овьедо. 20 мая французы были в Хихоне. Дивизия обнаружила в Хихоне и Овьедо большие запасы пороха и свинца, винтовок и снаряжения, поставленных англичанами, плюс два английских корвета, нагруженных одеждой и военным снаряжением; один был сожжён англичанами, а другой остался целым, наши солдаты прибыли достаточно быстро, чтобы потушить возникший там пожар. 21 мая дивизия заняла дорогу вдоль побережья от Хихона и Авилеса до Сото-дель-Барко на реке Налон, а одна бригада осталась в резерве в Овьедо. В августе дивизия расположилась в Саламанке. 30 ноября 1809 года Матьё получил шестимесячный отпуск по болезни, и 17 апреля 1810 года был заменён во главе дивизии генералом Мерме. 14 июня 1810 года определён в состав Армии Каталонии и в августе того же года назначен губернатором Барселоны и Нижней Каталонии. Матьё использовал примирительные методы и пытался нормализовать жизнь граждан. Он прибыл в город 13 августа, однако впервые появился на публике в тедеуме, который исполнялся в соборе 15 числа, в праздник Святого Наполеона, начав свое выступление с помилования 27 заключённых за мятеж. В октябре 1810 года он реорганизовал Торговую палату, включив в неё представителей основанных в столице иностранных торговых домов. Он санкционировал открытие семинарии и возвращение регулярного духовенства с ограничениями; он реформировал судебную и налоговую систему по французскому образцу и ввёл новые налоги. Субсидировал Театр Санта-Креу, чтобы он оставался открытым, и пресекал бандитизм. Масонство даже укоренилось среди местных французов с созданием ложи «Эль Триумф де л'Амистат».
Примерно в марте 1811 года Матьё становится известно о планах испанцев взять форт Монтжуик. Генерал, вовремя предупрежденный, разработал план операции; он позволил испанскому генералу маркизу де Кампо-Верде собрать 8000 человек под стенами форта в ночь с 19 на 20-е и ввести 800 гренадеров в рвы; но тогда страшный залп становится сигналом к уничтожению нападавших, и испанскому генералу, атакованному в тот же момент отрядами, выставленными за пределами города, остаётся только искать спасения в позорном бегстве. 24 июля был при взятии Монсеррата. 24 января 1812 года сражался при Альтафулье, где вместе с генералом Ламарком разгромил войска под командованием барона де Эролеса. 26 января 1812 года княжество Каталония было присоединено к Французской империи, и был введён французский гражданский режим, в принципе хорошо принятый населением. Барселона стала столицей департамента Монсеррат. 28 июля 1812 года вновь взял и сжёг монастырь Монсеррат. В декабре 1812 года одержал победу у Конгоста. 17 мая 1813 года он потерпел поражение при Ла-Бисбаль-дель-Панадес от войск генералов Франсиско де Оливера-Копонса и Жозепа Мансо. 15 июня 1813 года он спас итальянскую бригаду генерала Бертолетти, осаждённую англичанами и испанцами в форте Балагер в городе Таррагона. 2 ноября 1813 года получил разрешение возвратиться во Францию и с 7 января 1814 года исполнял обязанности начальника штаба Жозефа Бонапарта в Париже. Участвовал в обороне столицы Франции.

### На службе Бурбонов
В мае 1814 года назначен генеральным инспектором пехоты 20-го и 12-го военных округов. Во время «Ста дней» присоединился к Императору и 5 апреля 1815 года занял пост командующего 10-го военного округа в Тулузе. После второй Реставрации 4 августа 1815 года удалился в своё имение в Лангедоке.
9 апреля 1817 года был подтверждён титул графа. 23 октября 1817 года был назначен командующим 19-го военного округа в Лионе. 5 марта 1819 года стал пэром Франции. С 30 января 1822 года без служебного назначения. 30 июля 1823 года назначен членом комиссии обороны королевства, которая не была сформирована. 8 января 1831 года вышел в отставку. Умер 1 марта 1833 года в Париже в возрасте 65 лет, и был похоронен на кладбище Пер-Лашез.
В своих «Мемуарах» подполковник Абраам Россле, служивший под началом Матьё в Неаполе, пишет, что генерал был выдающимся лидером во всех отношениях.

## Воинские звания
- Кадет (1 апреля 1783 года);
- Младший лейтенант (30 декабря 1786 года);
- Капитан (1 августа 1792 года);
- Полковник штаба (13 июня 1795 года);
- Бригадный генерал (9 сентября 1798 года);
- Дивизионный генерал (17 апреля 1799 года).

## Титулы

Герб графа

- Граф Матьё и Империи (фр. comte Mathieu et de l'Empire; декрет от 3 декабря 1809 года, патент подтверждён 26 апреля 1810 года в Компьене и 10 июня 1828 года в Париже)[3][4][5];
- Пэр Франции (фр. pair de France; 5 марта 1819 года).

## Награды
Легионер ордена Почётного легиона (11 декабря 1803 года)
 Великий офицер ордена Почётного легиона (14 июня 1804 года)
 Кавалер ордена Железной короны (23 декабря 1807 года)
 Высший сановник королевского ордена Обеих Сицилий (19 мая 1808 года)
 Большой крест ордена Воссоединения (3 апреля 1813 года)
 Кавалер военного ордена Святого Людовика (1 июня 1814 года)
 Кавалер ордена Военных заслуг (10 ноября 1814 года)
 Большой крест ордена Почётного Легиона (24 августа 1820 года)
 Командор шведского ордена Меча (30 июля 1823 года)
 Кавалер австрийского ордена Железной короны (апрель 1824 года)